# Municipio de Davis Creek
El municipio de Davis Creek (en inglés: Davis Creek Township) es un municipio ubicado en el condado de Valley en el estado estadounidense de Nebraska. En el año 2010 tenía una población de 50 habitantes y una densidad poblacional de 0,54 personas por km².

## Geografía
El municipio de Davis Creek se encuentra ubicado en las coordenadas 41°26′16″N 98°55′27″O / 41.43778, -98.92417. Según la Oficina del Censo de los Estados Unidos, el municipio tiene una superficie total de 92.99 km², de la cual 92,99 km² corresponden a tierra firme y (0 %) 0 km² es agua.

## Demografía
Según el censo de 2010, había 50 personas residiendo en el municipio de Davis Creek. La densidad de población era de 0,54 hab./km². De los 50 habitantes, el municipio de Davis Creek estaba compuesto por el 100 % blancos. Del total de la población el 0 % eran hispanos o latinos de cualquier raza.